# ジャパカル
『ジャパカル』は、2014年10月4日から、BS258チャンネル・Dlifeで放送されている情報バラエティ番組。

## 概要
世界中で注目を集めている日本の文化「ファッション・料理・ゲーム」などの最新トレンドを、流行を先取りしている雑誌や発信源である女性ブロガー（ジャパガール）と、コラボレーションしながら紹介する情報バラエティ番組。
ブロードキャスト・サテライト・ディズニー社が運営するBS258チャンネル・Dlifeで放送されており、放送時間は毎週土曜日9:30 - 10:00の30分となっている。また、番組終了後に公式サイトより期間限定で、同番組の無料動画配信も行っている。
番組名『ジャパカル』は、ジャパニーズカルチャーの略称。主にモデル出身の女性ブロガー達やゲストなどを迎えて、トークとVTRを交えながら進行する。2015年4月からレギュラー陣がリニューアルされ、現行のMCは響が務めている。

## 出演者
- MC
  - 響（小林優介・長友光弘）（#27 - ）
  - 日比美思（Dream5）（#54 - ）
  - 大津リサ（#64 - ）[1]
- ジャパガール（#27 - ）

- あや（川崎あや）
- あんじゅ（郷杏樹）
- 植木安里紗
- 海乃（長谷川海乃）
- ウメノマイ（梅野舞）
- キョウコ（東條恭子）
- くろさわかおり（黒澤香織里）
- せりこ（浜崎芹子）
- ちさみぽ（古泉千里）
- ひかうんちょ（川崎ひかる）
- まい（飯塚舞）
- まい（森下まい）
- まほ（岸本真帆）
- まみ（越川真美）
- みな（宮本みな）
- ミナコ（牧内美奈子）
- みにゃとっち（小堀美茄冬）
- みゆ（鈴木未夢）
- メグミ（早川愛）
- ゆうな（呉地佑菜）
- ゆみちぃ（平尾優美花）
- りなぽよ（迫田里奈）
- えりな（桜井えりな）
- 他

### 過去の出演者
- MC
  - L'm（エルム）（#1 - #26）
  - 小山田将（#1 - #12）
  - 井澤エイミー（#1 - #12）
  - MASAMI（#9 - #26）
  - 時東ぁみ（#13 - #26）
  - 橘ゆりか（アイドリング!!!）（#27 - #50）
  - 荒井つかさ（#57 - #62）[2]

- ブロガー（#1 - #26）
  - 高橋茉莉
  - レジーナ
  - 橋本沙樹
  - 植田ゆか
  - 武田あやな
  - 鶴田まこ
  - 他

## 主なコーナー
イマトレ
今から楽しめる旬なトレンド情報を紹介するコーナー
ジャパタメ
今注目のあんなもの、あんな人を紹介するコーナー
恋ユニ / シンデレラ恋活プロジェクト
#9よりスタート。恋に悩む女性が理想の相手を捜すため、様々な事を学ぶコーナー
今週のスペシャルゲスト！

### 過去のコーナー
エルムの試写会道場！
エルムが話題の最新映画の試写会に潜入し、勝手に評論をするコーナー

## スタジオゲスト
- #2 はやぶさゆか
- #3 加藤浩子
- #4 松居大悟
- #5 姫carat（木下ひなこ、佐藤美咲）
- #7 だっくす小峰
- #11 梅棒（伊藤今人、塩野拓矢、楢木和也）
- #13 Cheeky Parade（関根優那、溝呂木世蘭、鈴木真梨耶）
- #14 三遊亭歌橘、ぺよん潤、笹木恵水、立川ルリ子
- #15 SOLIDEMO（手島章斗、渡部俊英、向山毅、佐々木和也）、立川ルリ子
- #16 まいける、アモウミヨコ、森下悠里、安藤京花
- #17 広田レオナ、高橋ひろ無、真山明大、立川ルリ子
- #18・23・24 あべけいこ
- #19 麻日奈芽美
- #20 SUPER☆GiRLS（志村理佳、渡邉ひかる、宮崎理奈）、白河三來
- #20 アモウミコ、玉井渚
- #22 今井洋介、北村美咲

- #27 あやまんJAPAN（あやまん監督、サムギョプサル和田、たまたまこ）
- #28 こにわ、鼓童（石塚充、中込健太）
- #29 GEM（金澤有希、森岡悠、武田舞彩）[3]、中谷茉莉花、叶凛花
- #30 小阪由佳
- #33 THE GOLD
- #34 木山裕策、木宮行志（吉縁会・龍雲寺住職）、演劇集団キャラメルボックス（多田直人、渡邊安理）
- #35 金田石城、あべけいこ、間々田佳子
- #36 SOLIDEMO（シュネル、向山毅、佐々木和也、手島章斗）、小西遼生、あべけいこ
- #37 Chubbiness（堀川杏美、八重樫琴美、中崎絵梨奈）
- #38 久嬢由起子
- #39 Cheeky Parade（関根優那、鈴木真梨耶、渡辺亜紗美）
- #40 アイドリング!!!（横山ルリカ、朝日奈央、倉田瑠夏）、あべけいこ
- #41 久保田秀敏、春原由紀（ピー・エー・ディー・ジャパン社）
- #42 平田裕一郎、松木清悟（FLAX社）、あべけいこ
- #43 elfin'（辻美優、花房里枝、高橋美衣）、吉村卓三
- #44 elfin'、梅棒（伊藤今人、梅澤裕介、飯野高拓、遠山晶司）
- #45 ギャオス内藤
- #46 SUPER☆GiRLS（宮﨑理奈、浅川梨奈）、メロディー洋子
- #47 ヤンチャン学園 音楽部（高松雪乃、潮田ひかる、松原未季、森崎のどか）
- #48 BACK-ON
- #49 M（泉本麻美子、夏川陽子、瀬戸マドカ）
- #51 パンチ佐藤、ポップンマッシュルームチキン野郎（吹原幸太、CR岡本物語、サイショモンドダスト★、増田赤カブト）
- #52 小石田純一
- #53 南美希子
- #54 ジャンふじたに
- #55 ホープ&ゆうじ
- #56 山田晃士
- #58 ハッポウくん
- #61 加藤優
- #62 アンドクレイジー（Ritsuka★、逢沢ありあ 、MoE、咲姫めぐみ、矢野はる）
- #63 Hi-Hi（上田浩二郎、岩崎 一則）
- #64 吉田怜菜、梅棒（梅澤裕介、塩野拓矢、遠藤誠、野田裕貴）

## 主題歌
オープニングテーマ
- Amour MiCo「I WISH」
- X21「席替えウインク」
- 気がつけば武蔵小山～EURO MIX「SEXY☆レボ リューション」
- CANDY GO!GO!「大切なお知らせ」

エンディングテーマ
- chubbiness「マンマディーヤ！」
- THE GOLD「Superman!」
- Reina Kitada「LEMONADE」
- Cheeky Parade「M.O.N.ST@R（DOWN THE ROAD Ver.）」
- Keissy「Neg no Samba」
- Projectあにめろでぃ♪「Starting Melody」

## スタッフ
※2015年10月現在（過去のスタッフ含む）
- ナレーター：名取舞、高橋千晶、舟木葵
- 構成：荒井靖裕
- CAM：菊地隆、市川大祐
- 音声：川崎修
- 照明：プログレッソ
- 編集：森崎荘三
- MA：尾崎達哉
- 技術協力：スタジオブレーン、テックサービス、ザ・チューブ
- AD：井上竜太 倉島琴乃 中良行
- ディレクター：大竹正裕、島康展、下村直人
- AP：小野寺純一、緑川春雄
- キャスティング：宮越香司
- プロデューサー：宮下昇、山野和也
- チーフプロデューサー：高木征太郎
- エグゼクティブプロデューサー：中村篤弘
- 制作協力：C&Iエンタテイメント、ナナオメディア
- 制作：ジェイフロンティア
- 製作著作：ジェイフロンティア